# كارلوس لوبيز بونيلا
كارلوس لوبيز بونيلا (بالإنجليزية: Carlos López Bonilla)‏ هو سياسي أمريكي، ولد في 1960 في الولايات المتحدة. حزبياً، نشط في Popular Democratic Party (Puerto Rico) ‏. وقد انتخب عمدة (14 يناير 2001 – ).